# دائرة الونزة
الونزة هي مدينة تقع في ولاية تبسة، شمال شرق الجزائر، بالقرب من الحدود مع تونس. 
تُعتبر من أهم بلديات الولاية نظرًا لاحتوائها على أكبر منجم للحديد في الجزائر وشمال أفريقيا، وهو منجم الونزة، الذي بدأ تشغيله عام 1921. تأسست المدينة في أوائل القرن العشرين من قبل المستعمر الفرنسي لاستغلال ثرواتها المعدنية، مما أدى إلى استقطاب عمال من مختلف مناطق الجزائر والدول المجاورة، مثل المغرب وتونس وليبيا، مما أضفى تنوعًا ثقافيًا على المدينة. يبلغ عدد سكان الونزة حوالي 52,000 نسمة وفقًا لإحصائيات عام 2008.  تتميز المدينة بمناخ جاف، حيث تشهد صيفًا حارًا وشتاءً باردًا. خلال فصل الصيف، يتوجه العديد من السكان إلى المدن الساحلية مثل عنابة والقالة. 
تضم الونزة عدة أحياء بارزة، منها:
حي البياضة القديمة
حي ابن باديس
حي الجبل
الحي المركزي
حي الأمل، الذي يُعتبر من أكبر أحياء المدينة.

تفتقر المدينة إلى بعض المرافق الضرورية والجمعيات المحلية، مما يتطلب اهتمامًا أكبر من السلطات لتحسين الخدمات والبنية التحتية. بالإضافة إلى منجم الحديد، تحتضن الونزة المؤسسة الوطنية للآلات (FAMOS)، التي تُنتج الآلات الحادة وتُدار من قبل كفاءات محلية ومن مناطق أخرى. تُساهم هذه المؤسسات في توفير فرص عمل للسكان المحليين وتعزيز الاقتصاد المحلي. تُعتبر الونزة مثالًا على المدن الجزائرية التي تجمع بين التاريخ الصناعي والتنوع الثقافي، مع إمكانيات كبيرة للتطوير والتنمية في المستقبل.